# Occupation de l'ambassade des États-Unis au Yémen
 (novembre 2021).
L'occupation de l'ancienne ambassade des États-Unis au Yémen est l'intrusion de l'ancien complexe de l'ambassade des États-Unis à Sanaa par des militants houthis le 10 novembre 2021. Vingt-cinq entrepreneurs américains ont été arrêtés. Le gouvernement américain a refusé de confirmer leur nombre, mais a déclaré qu'il était "incessant dans nos efforts diplomatiques en coulisses pour obtenir leur libération".
Le département d'État américain a demandé aux forces houthis de quitter les bâtiments et de restituer tous les biens. À la suite d'informations faisant état de la détention de l'Agence yéménite des États-Unis pour le développement international et d'autres travailleurs américains, un porte-parole du département d'État a déclaré que les États-Unis "s'engagent à assurer la sécurité de ceux qui servent le gouvernement américain à l'étranger". Les militants houthis ne sont plus désignés comme une organisation terroriste depuis février 2021.